# Andriana intermedia
Andriana intermedia is een rechtvleugelig insect uit de familie doornsprinkhanen (Tetrigidae). De wetenschappelijke naam van deze soort is voor het eerst geldig gepubliceerd in 1991 door Devriese.
1. ↑  (en) Andriana intermedia op de IUCN Red List of Threatened Species.